# Liste du patrimoine culturel immatériel de l'humanité aux Pays-Bas
Cet article recense les pratiques inscrites au patrimoine culturel immatériel aux Pays-Bas.

## Statistiques
Les Pays-Bas ratifient la convention pour la sauvegarde du patrimoine culturel immatériel le 15 mai 2012.
En 2023, les Pays-Bas comptent 5 éléments inscrits au patrimoine culturel immatériel, sur la liste représentative.

## Listes

### Liste représentative
Les éléments suivants sont inscrits sur la liste représentative du patrimoine culturel immatériel de l'humanité :
| Élément                                                                       | Type | Subdivision | Année | Lien  | Notes | Illus. |
| ----------------------------------------------------------------------------- | --- | ----------- | ----- | ----- | --- | ------ |
| Les savoir-faire du meunier liés à l'exploitation des moulins à vent et à eau | savoir-faire liés à l’artisanat traditionnel |             | 2017  | 01265 | |        |
| La fauconnerie, un patrimoine humain vivant                                   | connaissances et pratiques concernant la nature et l’univers |             | 2021  | 01708 | Partagé avec l'Allemagne, l'Arabie saoudite, l'Autriche, la Belgique, la Corée du Sud, la Croatie, les Émirats arabes unis, l'Espagne, la France, la Hongrie, l'Irlande, l'Italie, le Kazakhstan, le Kirghizistan, le Maroc, la Mongolie, la Pologne, le Portugal, le Qatar, la Syrie et la Tchéquie |        |
| La culture du corso, défilés de fleurs et de fruits aux Pays-Bas              | arts du spectacle connaissances et pratiques concernant la nature et l’univers pratiques sociales, rituels et événements festifs savoir-faire liés à l’artisanat traditionnel |             | 2021  | 01707 | |        |
| L'irrigation traditionnelle : connaissance, technique et organisation         | connaissances et pratiques concernant la nature et l'univers savoir-faire liés à l'artisanat traditionnel                                                                     |             | 2023  | 01979 | Partagé avec l'Allemagne, l'Autriche, la Belgique, l'Italie, le Luxembourg et la Suisse |        |
| Le carnaval d'été de Rotterdam                                                | arts du spectacle pratiques sociales, rituels et événements festifs savoir-faire liés à l'artisanat traditionnel                                                              | Rotterdam   | 2023  | 01870 | |        |

### Patrimoine immatériel nécessitant une sauvegarde urgente
Les Pays-Bas ne comptent aucun élément listé sur la liste du patrimoine immatériel nécessitant une sauvegarde urgente.

### Registre des meilleures pratiques de sauvegarde
Les Pays-Bas ne comptent aucune pratique listée au registre des meilleures pratiques de sauvegarde.